# RSC Anderlecht in het seizoen 1982/83
RSC Anderlecht ging in het seizoen 1982/83 op zoek naar zijn tweede landstitel onder trainer Tomislav Ivić. De club trok om die doelstelling te bereiken twee topspitsen aan: Rode Duivels Erwin Vandenbergh en Alex Czerniatynski. Ivić, die bekendstond om zijn verdedigende aanpak en duidelijke richtlijnen, haalde echter niet het einde van het seizoen. In september 1982, na een 2-1 nederlaag tegen Waregem, werd hij ontslagen. Clubicoon en jeugdtrainer Paul Van Himst volgde hem op. De viervoudige winnaar van de Gouden Schoen introduceerde een minder strenge aanpak en zag hoe het team terug zijn oude niveau haalde. Een van de hoogtepunten van het seizoen was zonder meer de 5-2 zege tegen Club Brugge. In dat duel scoorde Vandenbergh een hattrick. Hij sloot het seizoen dan ook opnieuw af als topschutter. Anderlecht zelf greep uiteindelijk net naast de titel. Paars-wit eindigde met 49 punten, één minder dan Standard dat voor de tweede keer op rij kampioen werd.
In de beker kon Van Himst zijn team niet voorbij FC Winterslag loodsen. De Limburgers wonnen in de 1/8e finale met 2-1 van Anderlecht.
In Europa kende Van Himst, die als speler nooit een Europacup won, meer succes. Enkele weken na zijn aanstelling als coach won Anderlecht in de UEFA Cup overtuigend met 4-0 tegen FC Porto. Uitblinker Juan Lozano scoorde in dat duel twee keer. De terugwedstrijd verloor paars-wit met 3-2, maar dat was ruim voldoende om door te stoten. In de volgende ronde ging FK Sarajevo voor de bijl. Anderlecht won thuis met 6-1. Lozano en Vandenbergh scoorden elk twee keer. De terugwedstrijd eindigde op 1-0. In de kwartfinale moest Anderlecht naar Valencia. In Spanje won Anderlecht met 1-2, waardoor het een uitstekende uitgangspositie had verworven. De terugwedstrijd wonnen de Brusselaars na onder meer twee goals van Kenneth Brylle met 3-1. Anderlecht stoomde zonder fouten door naar de halve finale, waarin het de belangrijke heenwedstrijd tegen Bohemians Praag met 0-1 won. In eigen huis gaf Anderlecht de Tsjechen geen hoop, het werd 3-1. In de finale, die eveneens over twee wedstrijden werk afgewerkt, was Benfica de tegenstander. De Portugezen verloren de heenwedstrijd met 1-0. Brylle scoorde na een half uur het enige doelpunt van de partij. In de terugwedstrijd leek Benfica over de beste papieren te beschikken, zeker toen Shéu Han na 32 minuten de score opende voor de Portugezen. Maar Lozano prikte enkele minuten na de openingsgoal de gelijkmaker binnen, waardoor verlengingen uitgesloten waren en Benfica nog twee keer moest scoren. Daar slaagden de Portugezen niet in en dus mocht Anderlecht voor het eerst sinds 1978 nog eens een Europese trofee in ontvangst nemen. Het is tot op heden de laatste keer dat paars-wit een Europese beker wist te winnen.
Trainer Paul Van Himst werd na het seizoen dan ook verkozen tot Trainer van het Jaar.

## Spelerskern
| Naam               | Nationaliteit | Geboortedatum | Vorige club                |
| ------------------ | ------------- | ------------- | -------------------------- |
| Keepers            |               |               |                            |
| Jacky Munaron      | België        | 08-09-1956    | 1973-1974 FC Dinant        |
| Tony Goossens      | België        | 26-05-1948    | 1967-1981 Berchem Sport    |
| Dirk Vekeman       | België        | 25-09-1960    | /                          |
| Verdedigers        |               |               |                            |
| Henrik Andersen    | Denemarken    | 07-05-1965    | 1982 Fremad Amager         |
| Hugo Broos         | België        | 10-04-1952    | /                          |
| Walter De Greef    | België        | 13-11-1957    | 1975-1981 Beringen FC      |
| Michel De Groote   | België        | 18-10-1955    | 1977-1979 Club Luik        |
| Georges Grün       | België        | 25-01-1962    | /                          |
| Morten Olsen       | Denemarken    | 14-08-1949    | 1976-1980 RWDM             |
| Luka Peruzović     | Joegoslavië   | 26-02-1952    | 1968-1980 Hajduk Split     |
| Middenvelders      |               |               |                            |
| Ludo Coeck         | België        | 25-09-1955    | 1971-1972 Berchem Sport    |
| Dirk De Vriese     | België        | 03-12-1958    | 1979-1982 RWDM             |
| Per Frimann        | Denemarken    | 04-06-1962    | 1980 AB 1981 FC Kopenhagen |
| Wim Hofkens        | Nederland     | 27-03-1958    | 1976-1980 KSK Beveren      |
| Juan Lozano        | Spanje        | 30-08-1955    | 1980 Washington Diplomats  |
| Frank Vercauteren  | België        | 28-10-1956    | /                          |
| John van der Zwan  | Nederland     | 28-10-1962    | /                          |
| Aanvallers         |               |               |                            |
| Kenneth Brylle     | Denemarken    | 22-05-1959    | 1979 Vejle BK              |
| Alex Czerniatynski | België        | 28-07-1960    | 1981-1982 Antwerp FC       |
| Erwin Vandenbergh  | België        | 26-01-1959    | 1976-1982 Lierse SK        |

### Technische staf
|                 |                       |               |                                 |
| Functie         | Naam                  | Nationaliteit | Opmerking                       |
| Coach           | Paul Van Himst (foto) | België        | Vanaf 26 september 1982.        |
| Coach           | Tomislav Ivić         | Joegoslavië   | Ontslagen op 25 september 1982. |
| Assistent-coach | Martin Lippens        | België        |                                 |
| Kinesitherapeut | Fernand Beeckman      | België        |                                 |

## Resultaten
Een overzicht van de competities waaraan Anderlecht in het seizoen 1982-1983 deelnam.
| Seizoen 1982/83  | Seizoen 1982/83 | Seizoen 1982/83    |
| Competitie       | Resultaat       | Uitgeschakeld door |
| ---------------- | --------------- | ------------------ |
| Eerste klasse    | Vicekampioen    |                    |
| Beker van België | 1/8 finale      | KFC Winterslag     |
| UEFA Cup         | Winnaar         | Benfica            |

## Uitrustingen
Shirtsponsor(s): Generale Bank

Sportmerk: adidas
| Thuis | Uit | Alternatief |

## Transfers

### Zomer
| Naam               | Nationaliteit | Van/naar                | Type        |
| ------------------ | ------------- | ----------------------- | ----------- |
| Inkomend           |               |                         |             |
| Henrik Andersen    | Denemarken    | Fremad Amager           | Gekocht     |
| Alex Czerniatynski | België        | Antwerp FC              | Gekocht     |
| Dirk De Vriese     | België        | RWDM                    | Gekocht     |
| Georges Grün       | België        | RSC Anderlecht          | Eigen jeugd |
| Erwin Vandenbergh  | België        | Lierse SK               | Gekocht     |
| Dirk Vekeman       | België        | RSC Anderlecht          | Eigen jeugd |
| Uitgaand           |               |                         |             |
| Albert Cluytens    | België        | Antwerp FC              | Verkocht    |
| René de Jong       | Nederland     | FC Beringen             | Verkocht    |
| Dirk Fluyt         | België        | Racing Jet de Bruxelles | Uitgeleend  |
| Willy Geurts       | België        | Standard Luik           | Verkocht    |
| Mićun Jovanić      | Joegoslavië   | NK Solin                | Verkocht    |
| Pétur Pétursson    | IJsland       | Antwerp FC              | Verkocht    |
| Michel Renquin     | België        | Servette Genève         | Verkocht    |

## Competitie

### Overzicht
| Speeldag  | 1 | 2 | 3 | 4 | 5 | 6 | 7 | 8 | 9  | 10 | 11 | 12 | 13 | 14 | 15 | 16 | 17 | 18 | 19 | 20 | 21 | 22 | 23 | 24 | 25 | 26 | 27 | 28 | 29 | 30 | 31 | 32 | 33 | 34 |
| --------- | - | - | - | - | - | - | - | - | -- | -- | -- | -- | -- | -- | -- | -- | -- | -- | -- | -- | -- | -- | -- | -- | -- | -- | -- | -- | -- | -- | -- | -- | -- | -- |
| Resultaat | w | w | g | v | w | w | v | v | w  | g  | w  | g  | w  | w  | g  | g  | w  | w  | w  | g  | w  | w  | w  | g  | w  | w  | v  | w  | w  | w  | g  | v  | w  | g  |
| Punten    | 2 | 4 | 5 | 5 | 7 | 9 | 9 | 9 | 11 | 12 | 14 | 15 | 17 | 19 | 20 | 21 | 23 | 25 | 27 | 28 | 30 | 32 | 34 | 35 | 37 | 39 | 39 | 41 | 43 | 45 | 46 | 46 | 48 | 49 |

### Klassement
|         |    |                            | P  | W  | G  | V  | +  | -  | DS  | Ptn |
| ------- | -- | -------------------------- | -- | -- | -- | -- | -- | -- | --- | --- |
| K       | 1  | R. Standard de Liège       | 34 | 22 | 6  | 6  | 78 | 34 | 44  | 50  |
| (UEFA)  | 2  | RSC Anderlechtois          | 34 | 20 | 9  | 5  | 74 | 33 | 41  | 49  |
| (UEFA)  | 3  | R. Antwerp FC              | 34 | 20 | 6  | 8  | 56 | 30 | 26  | 46  |
| (UEFA)  | 4  | AA Gent                    | 34 | 18 | 10 | 6  | 60 | 42 | 18  | 46  |
|         | 5  | Club Brugge KV             | 34 | 17 | 9  | 8  | 58 | 49 | 9   | 43  |
| (beker) | 6  | KSK Beveren                | 34 | 15 | 10 | 9  | 68 | 38 | 30  | 40  |
|         | 7  | K. Waterschei SV Thor Genk | 34 | 14 | 9  | 11 | 48 | 49 | −1  | 37  |
|         | 8  | KSC Lokeren                | 34 | 13 | 9  | 12 | 42 | 38 | 4   | 35  |
|         | 9  | RFC Liégeois               | 34 | 11 | 10 | 13 | 34 | 54 | −20 | 32  |
|         | 10 | RWD Molenbeek              | 34 | 9  | 13 | 12 | 32 | 38 | −6  | 31  |
|         | 11 | KV Kortrijk                | 34 | 10 | 9  | 15 | 41 | 55 | −14 | 29  |
|         | 12 | KSV Cercle Brugge          | 34 | 7  | 15 | 12 | 38 | 49 | −11 | 29  |
|         | 13 | RFC Sérésien               | 34 | 8  | 12 | 14 | 41 | 62 | −21 | 28  |
|         | 14 | K. Lierse SK               | 34 | 10 | 7  | 17 | 34 | 52 | −18 | 27  |
|         | 15 | K. Beerschot VAV           | 34 | 8  | 9  | 17 | 43 | 61 | −18 | 25  |
|         | 16 | KSV Waregem                | 34 | 7  | 10 | 17 | 36 | 51 | −15 | 24  |
| D       | 17 | KSK Tongeren               | 34 | 7  | 7  | 20 | 39 | 64 | −25 | 21  |
| D       | 18 | KFC Winterslag             | 34 | 5  | 10 | 19 | 36 | 62 | −26 | 20  |

P: wedstrijden gespeeld, W: wedstrijden gewonnen, G: gelijke spelen, V: wedstrijden verloren, +: gescoorde doelpunten, -: doelpunten tegen, DS: doelsaldo, Ptn: totaal punten
K: kampioen, D: degradeert, (beker): bekerwinnaar, (UEFA): geplaatst voor UEFA-beker

## Individuele prijzen
- Trainer van het Jaar - Paul Van Himst
- Topschutter - Erwin Vandenbergh

## Afbeeldingen

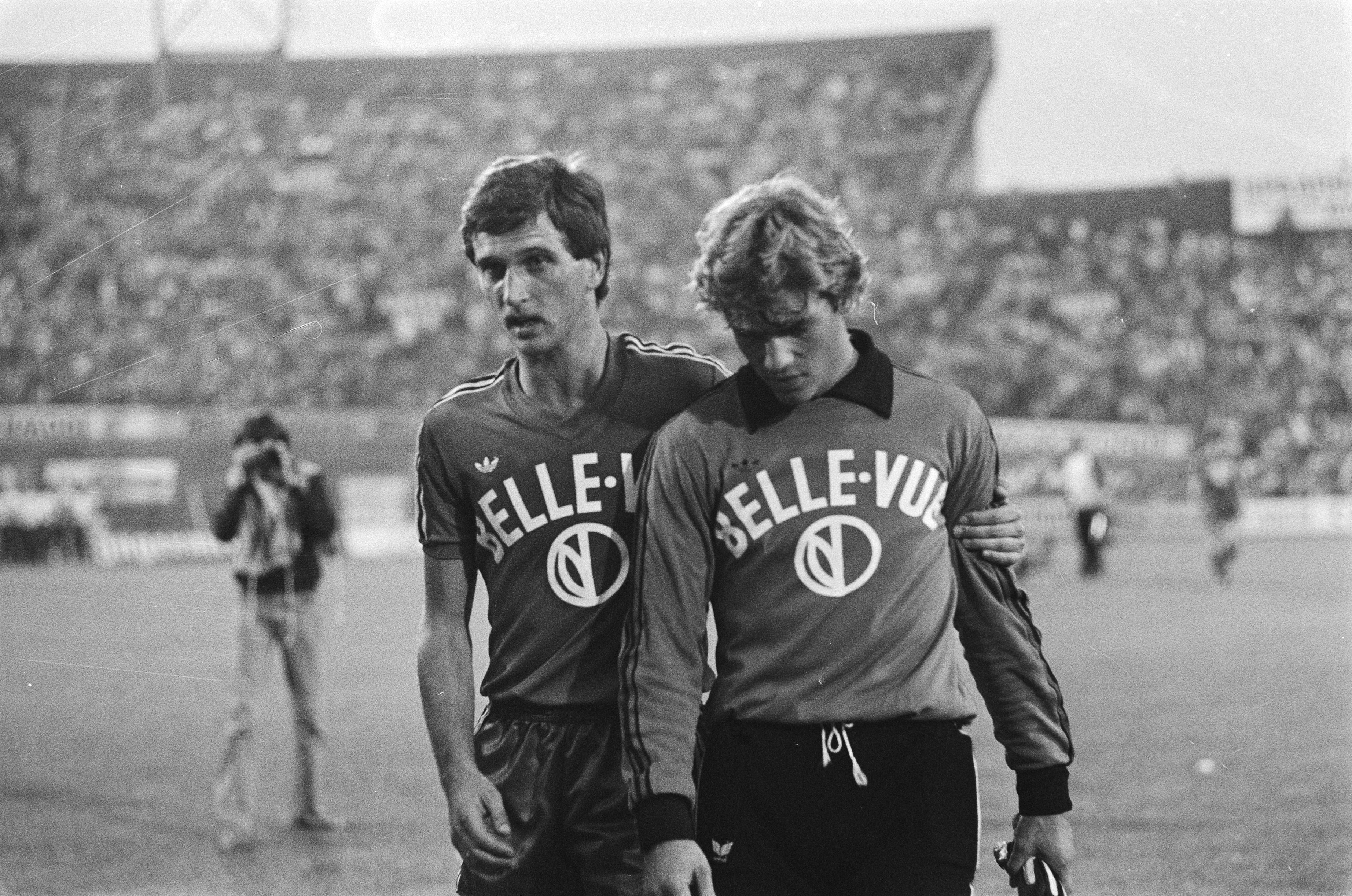
Jacky Munaron (doelman)
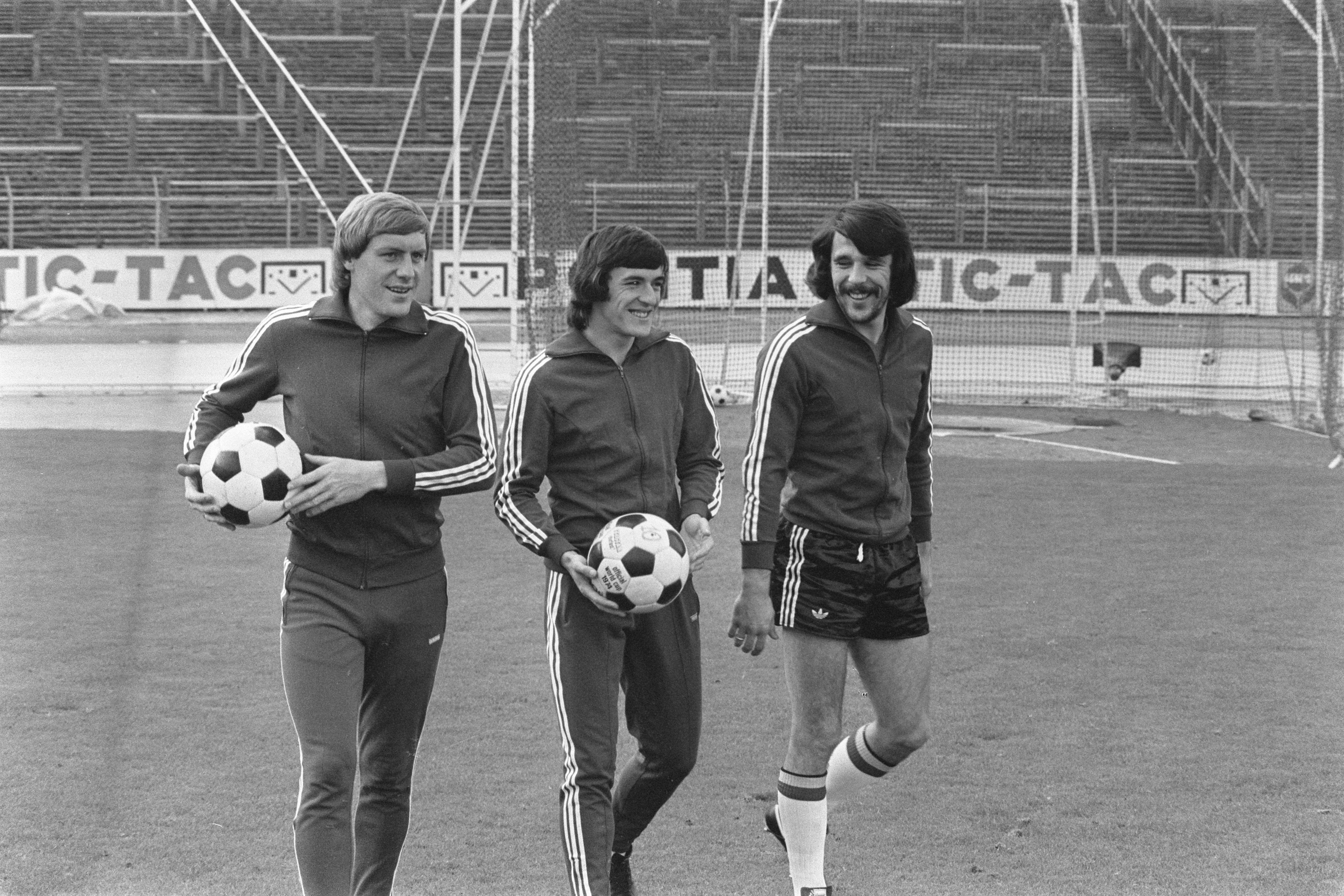
Hugo Broos (verdediger)
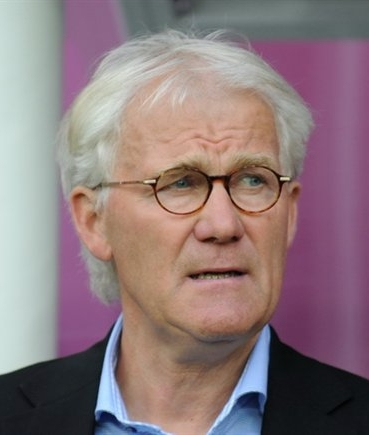
Morten Olsen (verdediger)
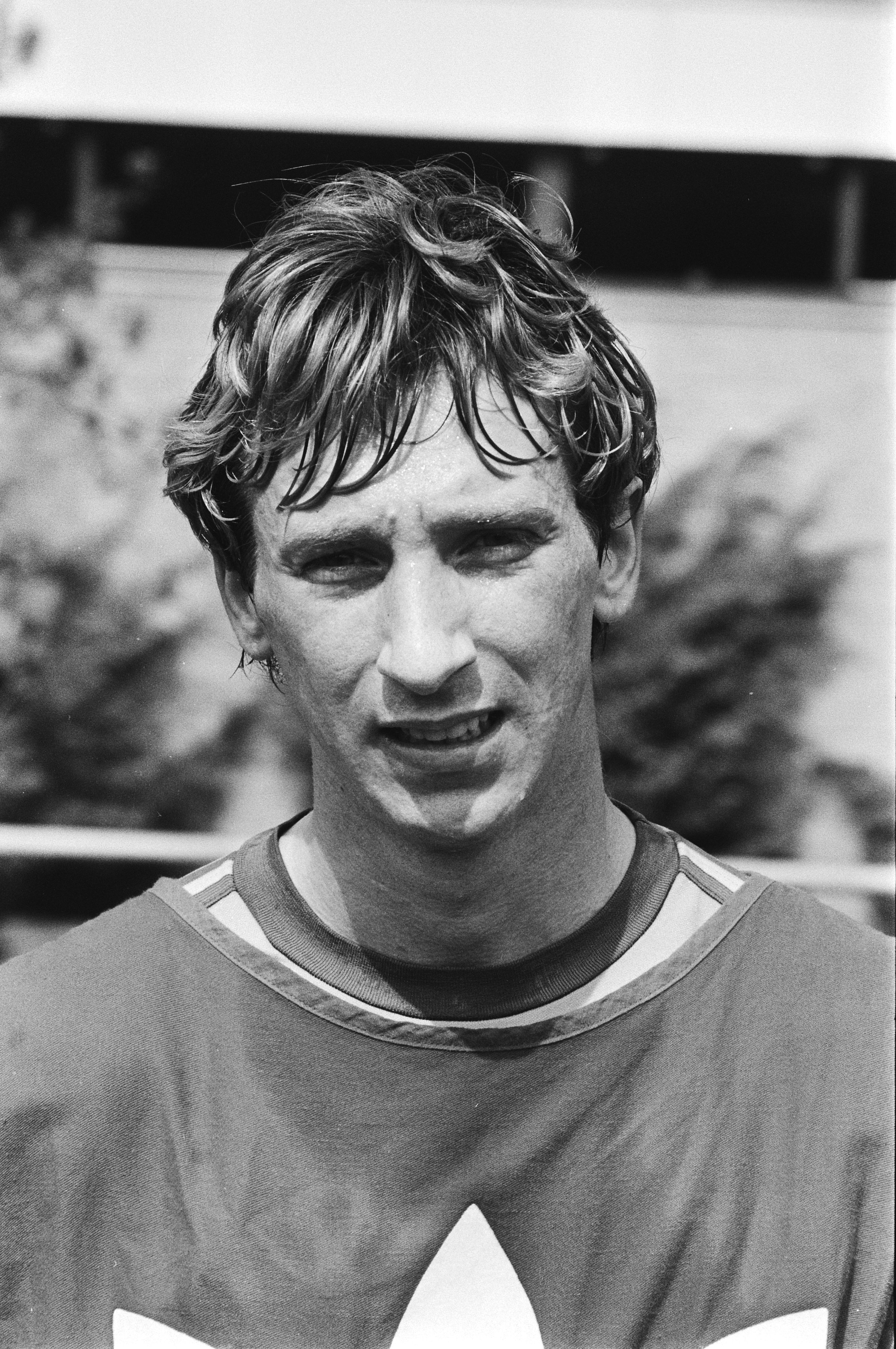
Wim Hofkens (middenvelder)
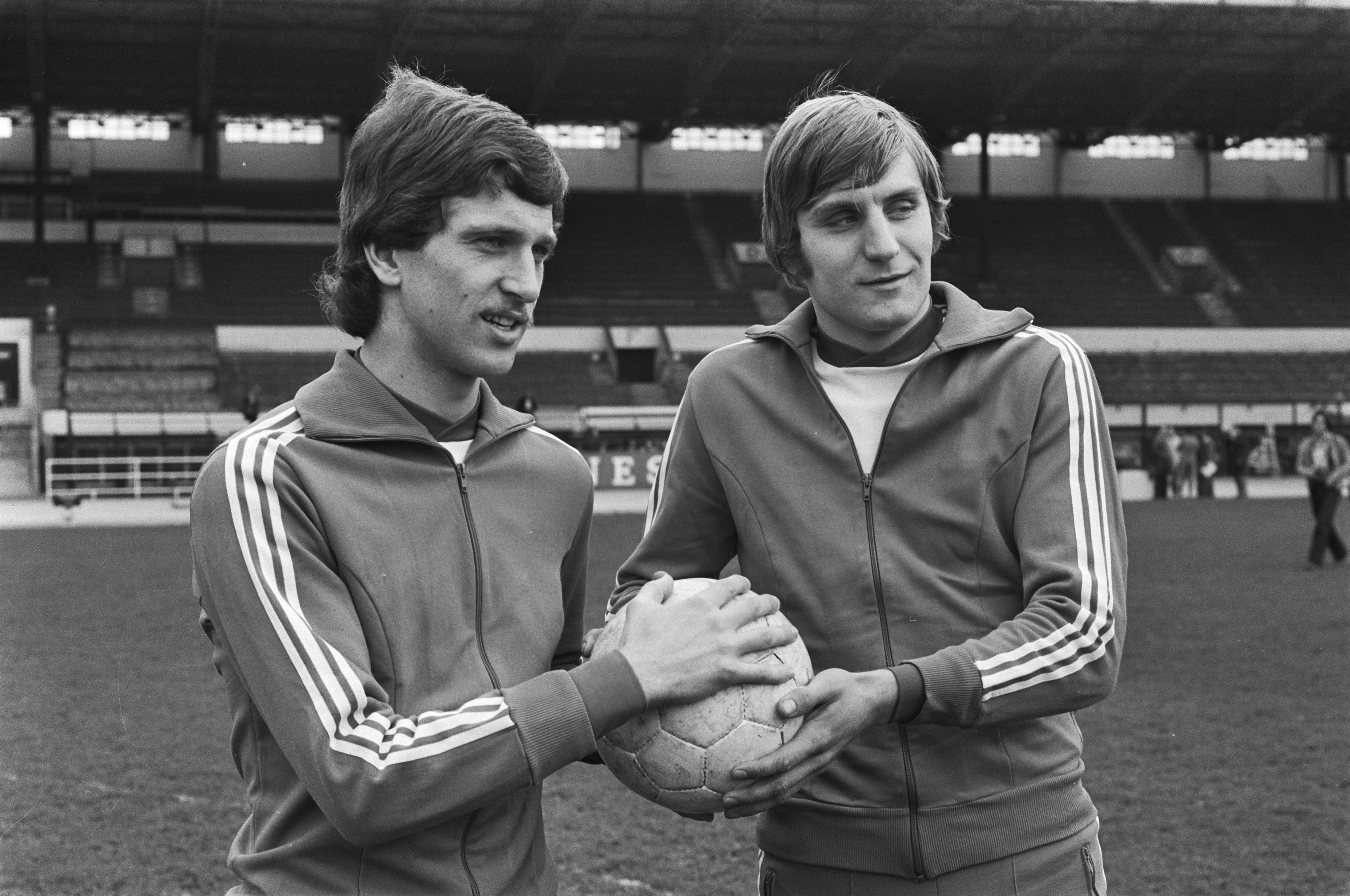
Ludo Coeck (middenvelder)
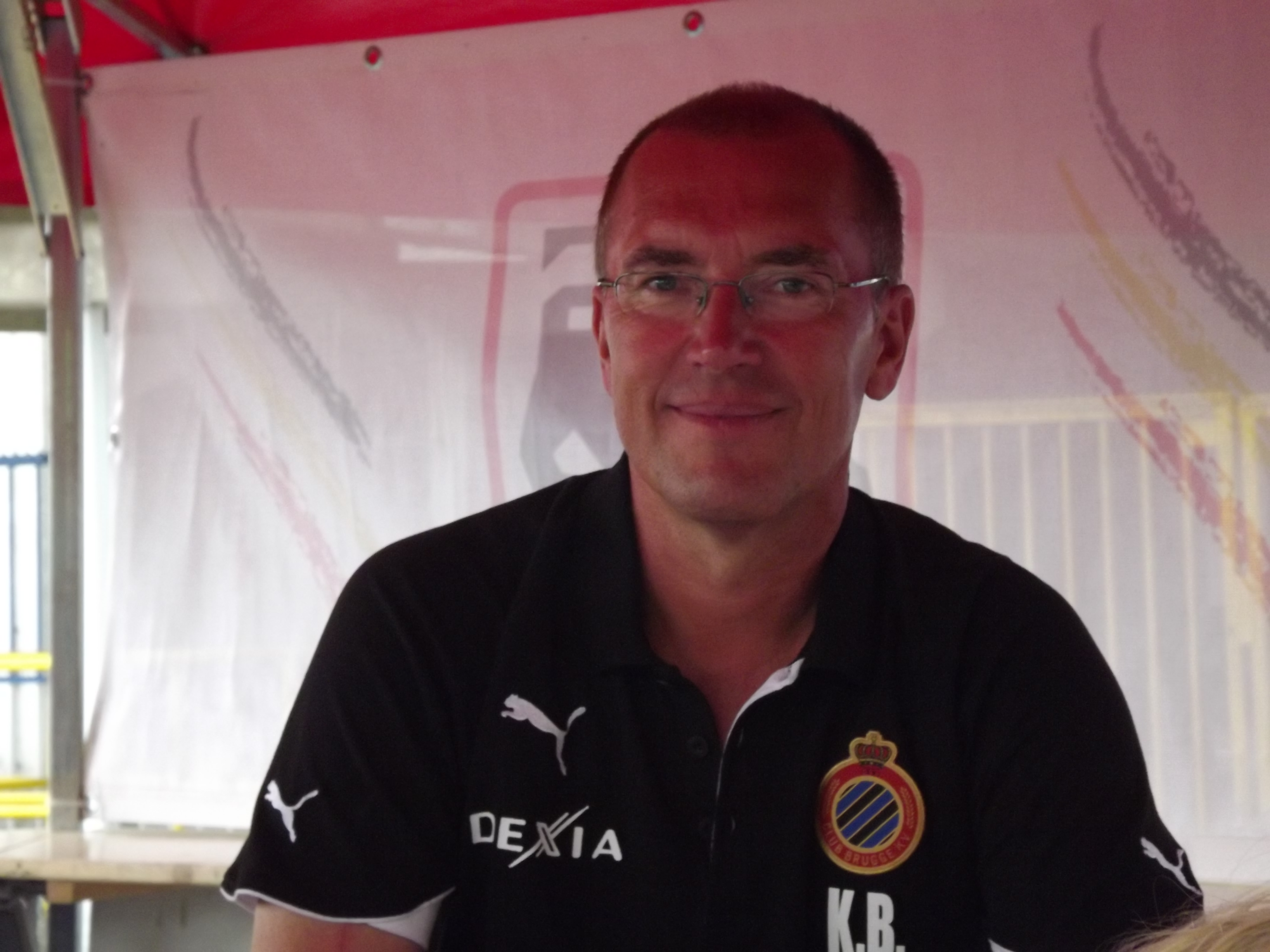
Kenneth Brylle (aanvaller)